# L'Année épigraphique
L'Année épigraphique (AE) (del francès, Any epigràfic) és una publicació anual francesa creada el 1888 per René Cagnat, llavors titular de la càtedra d'epigrafia i antiguitats romana al Collège de France, i per Jean-Guillaume Feignon, com assistent epigràfic. La publicació va ser adjuntada a la Revue archeologique fins al número de 1964, i a continuació va esdevenir una publicació independent de les Presses universitaires de France amb el suport d'una subvenció del Centre Nacional de la Recerca Científica (CNRS), sota el qual es troba parcialment escrita.
L'Année épigraphique publica sistemàticament totes les inscripcions descobertes cada any pel que fa al món romà (en llatí o en grec), així com totes les noves edicions de textos ja coneguts. L'edició del text s'acompanya de la referència de l'edició original i un breu comentari. L'Année épigraphique també realitza un treball bibliogràfic amb la col·lecció d'estudis, convencions, articles i monografies dedicades a l'estudi de l'epigrafia sobre l'univers romà. Els documents es divideixen pel que fa a la província de descobriment, o a la regio d'origen itàlic; una secció especial es dedica a inscripcions d'origen desconegut o que es troben fora de les fronteres de l'imperi. Un índex precís completa l'obra.
L'Année épigraphique és una eina de treball important i indispensable per als investigadors del sector. S'hi pot accedir a través de portals com JSTOR i, darrerament, Cairn.
En els darrers anys, el retard de l'edició (fins a tres anys) en comparació amb el curs normal d'estudis, no fa justícia a la funció original de L'Année epigraphique, o el d'una eina d'actualització epigràfica.

## Direcció i redacció
- 1888-1935: René Cagnat, inicialment sol, després amb Maurice Besnier fins al 1932, i finalment amb Alfred Merlin.
- 1936-1964: Alfred Merlin, alguns anys amb Jean Gagé.
- 1965: Jean Gagé, i Marcel Le Glay.
- 1966-1973: Jean Gagé, Marcel Le Glay, Hans-Georg Pflaum, i Pierre Wuilleumier.
- 1974-1978: André Chastagnol, Jean Gagé, Marcel Le Glay, i Hans-Georg Pflaum
- 1979-1980: André Chastagnol, Jean Gagé, i Marcel Le Glay.
- 1981-1986: André Chastagnol, Marcel Le Glay, i Patrick Le Roux.
- 1987-1990: André Chastagnol, André Laronde, Marcel Le Glay, i Patrick Le Roux.
- 1991: Direcció de Mireille Corbier, Patrick Le Roux, i Sylvie Dardaine.